# Baby (canção de Charli XCX)
"Baby" é uma canção da cantora e compositora inglesa Charli XCX. Foi lançada a 1 de março de 2022 como quarto single do seu quinto álbum de estúdio, Crash (2022).

## Antecedentes e lançamento
Quando anunciou o álbum Crash, XCX fez uma Live no TikTok, onde mostrou prévias e demos de algumas músicas do álbum, "Baby" foi uma delas. A 19 de dezembro de 2021, numa publicação no Instagram, Charli publicou uma prévia do vídeo de "Baby" com a descrição "… 2022 sneak peak…". Em 28 de fevereiro de 2022, ela anunciou através de suas contas nas redes sociais que "Baby" se tornaria o quarto single de Crash, após "Good Ones", "New Shapes" e "Beg for You".
A canção estreou no programa de Zane Lowe na rádio Apple Music 1 em 1 de março e foi lançada nos serviços musicais uma hora mais tarde. A canção foi lançada como uma única edição, com duração de dois minutos e quarenta segundos; nos servidores de streaming, ela apareceu ao lado dos três singles anteriores de Crash.

## Composição
"Baby" foi escrita por XCX ao lado de seus produtores Justin Raisen e Sad Pony. "(Baby) foi de facto uma das primeiras canções que se fez para este álbum," disse ela à Lowe. "Eu estava trabalhando nisso com Justin Raisen, e tínhamos feito muito juntos para o meu primeiro álbum, True Romance. Por isso, pareceu-me cíclico voltar atrás e com ele novamente no que é o meu último álbum no meu contrato com a Atlantic". Ela continuou: "Mas obviamente muita coisa mudou, e essa música foi meio que a base da vibe do álbum. É provavelmente a canção mais sexy que já fiz. É sobre sexo e sexualidade e ter bom sexo e simplesmente sentir-se essencialmente a si próprio. Eu sei que é esse o tom. Eu sabia que era esse o tom que eu queria transmitir durante todo o álbum. Este tipo de zona de poder hiper-sexualizado e feminino era para onde eu me sentia, e 'Baby' era a gênese disto."

## Vídeo musical
O videoclipe foi lançado juntamente com a música. Foi foi dirigido por Imogene Strauss e Luke Orlando. O vídeo mostra Charli com duas dançarinas a dançar o tempo todo da música. Ainda em entrevista para a Apple Music, XCX revela o que sentiu no vídeo: "penso que é provavelmente por isso (canção mais sexy) que queria desafiar-me na coreografia para esta canção, que foi muito, muito dura e tenho tanto respeito pelos bailarinos, bailarinos profissionais, qualquer pessoa que comunique emoção através da dança. É tão difícil e desafiante, mas tão gratificante."

## Faixas e formatos
Download digital
1. "Baby" – 2:39

Streaming – faixas bônus
1. "Baby" – 2:39
2. "Beg for You" – 2:48
3. "New Shapes" – 3:20
4. "Good Ones" – 2:16

## Créditos e pessoal
Gestão
Publicado pela Asylum Records — distribuído pela WMG
Canção
- Charlotte Aitchison — vocais, compositora
- Jeremiah Raisen — produtor, compositor
- Justin Raisen — produtor, compositor

Créditos da música adaptados do Tidal.
Vídeo de música
| - Imogene Strauss e Luke Orlando — diretoras - JJ House — produtor - Pedro Bringas — coprodutor, diretor de fotografia - Daniel Lane — designer de produção - Daniel Payavis — cênico - Will Clayton e Jen Ziel — figurinistas - Nathan Kim — editor - Nicole Remijio — editor assistente - Lindsey Mazur — colorista - Lindsay De May e Danny Cron — assistente de produção - Harrison Wong — técnico de iluminação - Morgan Embry — designer de iluminação - Grace Cannon — operador - Nick Serabyn — operador steadicam - Grace Cannon e Harrison Wong — operadores de câmera | - Fido Wu e Brielle Steele — assistentes de operadores de câmera - Sam Pringle, Twiggy Rowley, Brandon Creed e Zoe Gitter — gerente - Imogene Strauss — diretor criativo - Lee Duck — gerente de localização - Macandrew Martin e Collin Fletcher — designer de título - WEST OF 20 — companhia de produção - Nathan Kim — coreógrafo - Madina Beisekeyeva e Reshma Gajjar — dançarinas - Clayton McCracken — sintetizador Visual - Chris Horan — estilista de guarda-roupa - Lauren Jeworski — assistente de guarda-roupa - Amy Galibut e Lily Keys — maquiadoras - Fitch Lunar e Sami Knight — estilista de cabelo - Mel Shengaris — manicuro |

Créditos do vídeo retirados do site Genius.

## Histórico de lançamento
| Região | Data               | Formato                    | Versão   | Gravadora        | Ref.                |
| ------ | ------------------ | -------------------------- | -------- | ---------------- | ------------------- |
| Várias | 1 de março de 2022 | Download digital streaming | Original | Asylum Warner UK | [ 10 ] [ 7 ] [ 13 ] |